# Quartier des Remparts Nord
Le quartier des Remparts Nord est un quartier de Perpignan. Avec le quartier des Remparts Sud, il entoure le centre historique médiéval de la ville.

## Historique
Le quartier des Remparts Nord est loti au début du XXe siècle sur la zone laissée libre par la destruction des remparts de Perpignan.

## Description
Le quartier a la forme d'un demi-cercle entourant à l'ouest, au nord et à l'est les quartiers plus centraux (Saint-Jacques, Saint-Mathieu, La Réal).

## Bâtiments remarquables
Ce quartier présente un grand nombre de bâtiments remarquables qui ont contribué lui faire attribuer le patrimoine du XXe siècle.